# Painters Eleven
Painters Eleven est un groupe d'artistes peintres canadiens actifs entre 1954 et 1960.

## Membres du groupe
En 1954, onze peintres abstraits de l'Ontario se réunissent et organisent leur première exposition à la Roberts Gallery de Toronto. Il s'agit de :
- Jack Bush (1909-1977),
- Oscar Cahén (1916-1956),
- Hortense Gordon (1886-1961),
- Tom Hodgson (1924-2006),
- Alexandra Luke (1901-1967),
- Jock Macdonald (1897-1960),
- Ray Mead (1921-1998),
- Kazuo Nakamura (1926-2002),
- William Ronald (1926-2008),
- Harold Town (1924-1990),
- Walter Yarwood (1917-1996).

## Sélection d'expositions
- 2010 : Museum London, London, Ontario.
- 2010 : Moore Gallery, Toronto, Ontario.
- 2009 : Christopher Cutts Gallery, Toronto.
- 2007 : Thielsen Gallery, London, Ont.
- 2003 : Thielsen Gallery, London, Ont.
- 1999 : Drabinsky Gallery, Toronto.
- 1994 et 1995 : Robert McLaughlin Gallery, Oshawa.
- 1984 : Cambridge Art Gallery and Library, Cambridge.
- 1979 : Rodman Hall, St. Catharines, Ont.
- 1978 : The Gallery, Stratford.
- 1976 : Kitchener-Waterloo Art Gallery, Waterloo.
- 1975 : Tom Thomson Memorial Gallery, Owen Sound.
- 1971 : Robert McLaughlin Gallery, Oshawa.
- 1960 : Stable Gallery, Montréal (Cahen et Ronald absents).
- 1959 : National Gallery of Canada, (Ronald absent).
- 1958 : École des Beaux Arts, Montréal.
- 1957 : Park Gallery, Toronto.
- 1956 : Riverside Museum, New York (avec The American Abstract Artists).
- 1955 : Roberts Gallery, Toronto.
- 1954 : Roberts Gallery, Toronto.

## Sources
- (en) Cet article est partiellement ou en totalité issu de l’article de Wikipédia en anglais intitulé « Painters Eleven » (voir la liste des auteurs).